# Água Verde (Palmácia)

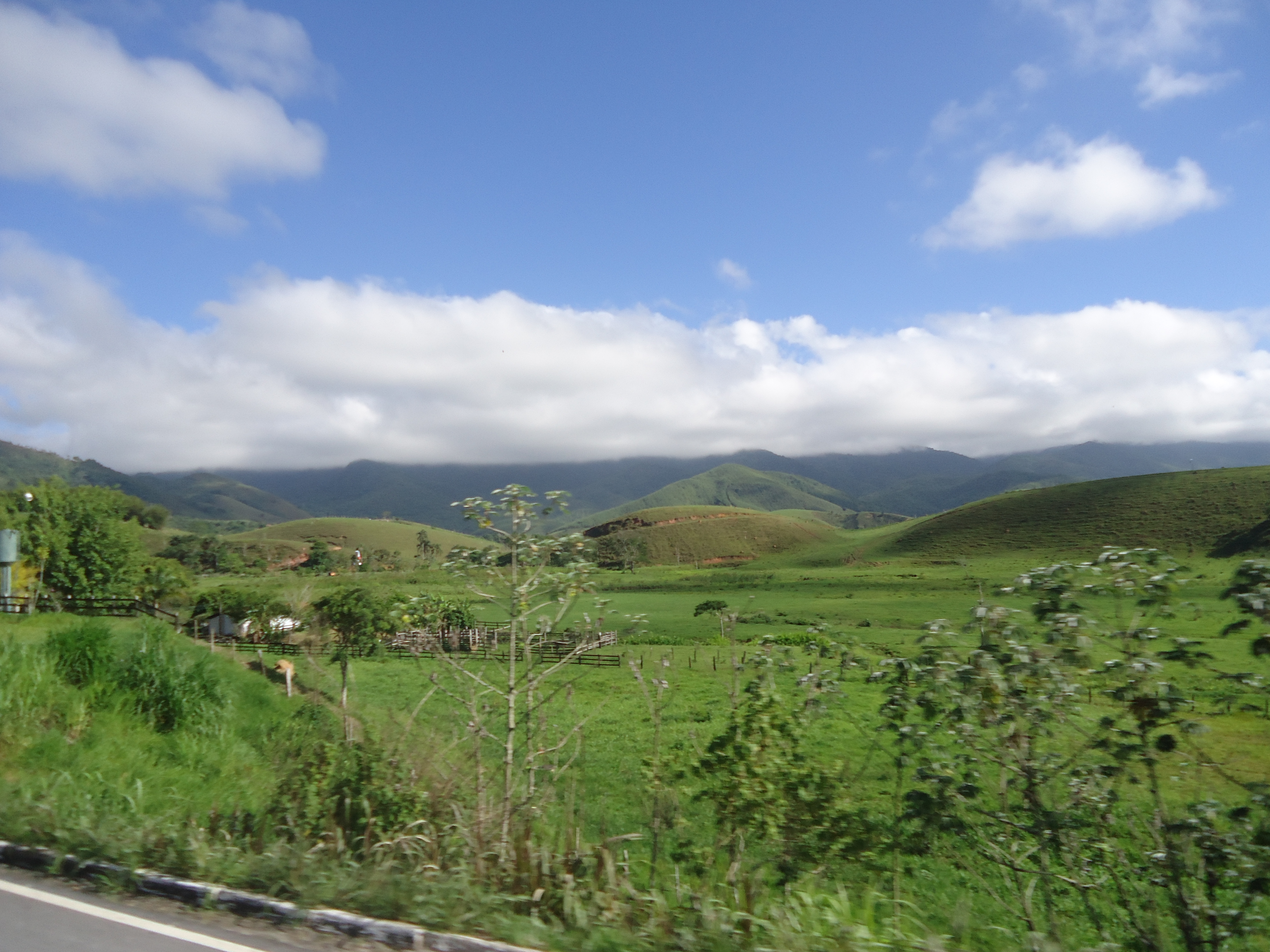
A Região da Água Verde destaca-se na produção agropecuária e na psicicultura.

Água Verde é um subdistrito de Palmácia que vem se expandindo diariamente, nos dias de hoje e já conta com muitos pontos com infraestrutura razoável, apesar de continuar a ser um localidade de pequeno porte e de importância econômica mediana.
Está localizada região de fácil acesso e de extrema beleza 
, onde se destaca a variedade de fauna e flora de suas paisagens naturais. A área é utilizada como área de pesca esportiva e de estudos ecológicos. 
A região possui uma extensão invejada por usufruir em sua maioria de terrenos planos e limpos e dentre outros alguns pequenos planaltos,possibilitando assim destaque no setor econômico principalmente na agropecuária e piscicultura.
Sua hidrografia é composta pelos Rio Papara e pelo Rio Água Verde,pelos açudes do Bú,Piracicaba,Botija e Água Verde.
Na Região da Baixada em Água Verde se destaca-se a criação de gado,cultivo da cana-de-açúcar,de arroz e uma propriedade do Arroz 101.
O Casarão dos Linhares é um patrimônio de grande valor histórico e cultural,cuja família é herdeira de Máximo Linhares, irmão do Ex-Presidente da República, José Linhares,está localizado em Água Verde,lá se produzia a famosa cachaça Três Trincas.
A Petrobras está construído um gasoduto,o Gasfor II que ligará a cidade de Serra do Mel no Rio Grande do Norte ao Porto do Pecém,no Ceará,passando por Palmácia,na região de Água Verde,beneficiando assim a economia local .

## Galeria

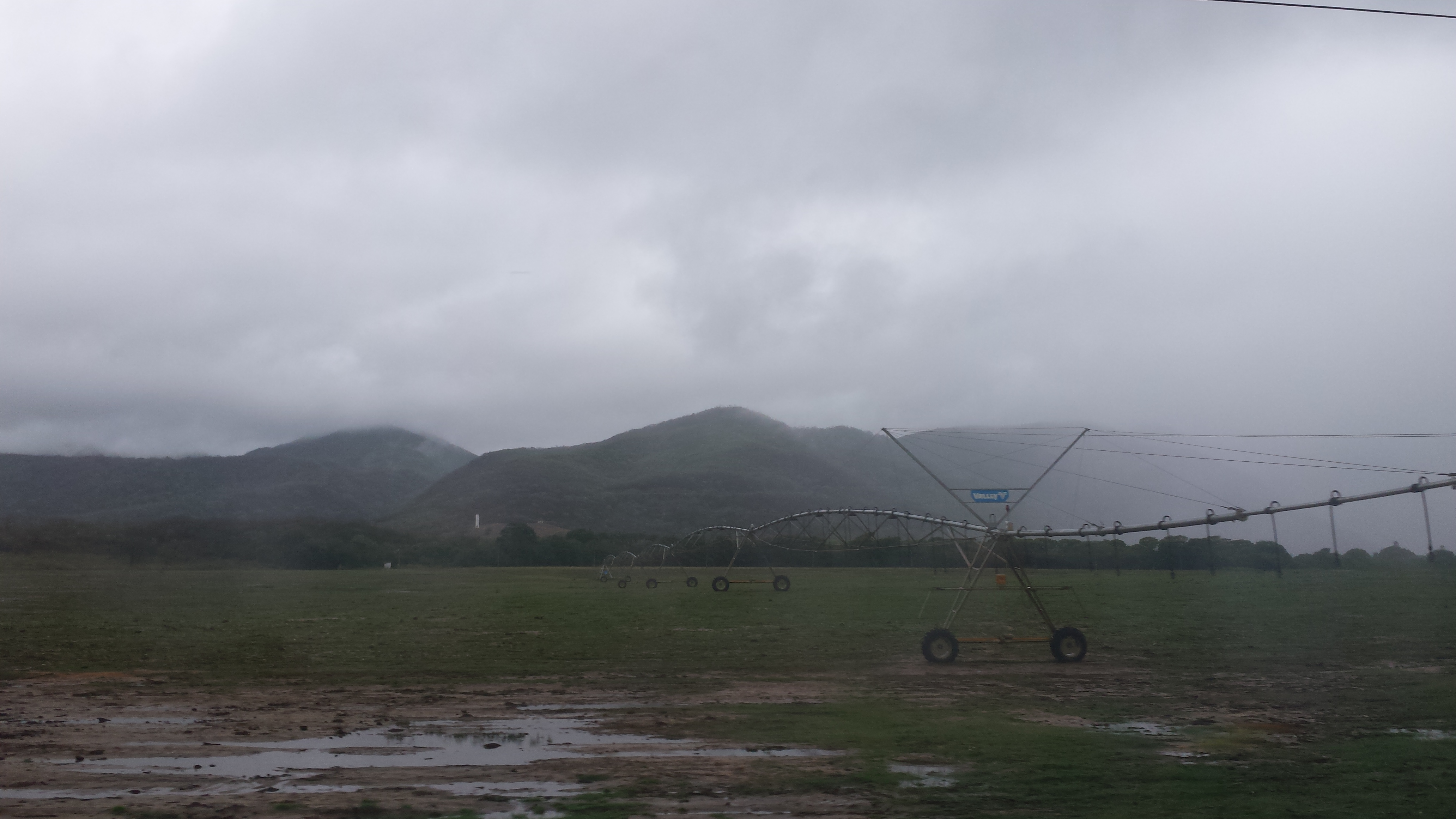